# Kalná nad Hronom
Kalná nad Hronom (hongrois : Kálna) est un village de Slovaquie situé dans la région de Nitra.

## Histoire
Première mention écrite du village en 1209.

## Démographie

### Évolution de la population
| Année:               | 1994. | 2004.   | 2014.   | 2024.   |
| -------------------- | ----- | ------- | ------- | ------- |
| Nombre de personnes: | 2074  | 2065    | 2071    | 2025    |
| Différence:          |       | -0,43 % | +0,29 % | -2,22 % |

| Année:               | 2023. | 2024.   |
| -------------------- | ----- | ------- |
| Nombre de personnes: | 2057  | 2025    |
| Différence:          |       | -1,55 % |

## Économie
La principale industrie présente est la centrale nucléaire de Mochovce.